# Філіпп Наврат
Філіп Наврат (13 лютого 1993 , Фюссен, Баварія ) — німецький біатлоніст. Учасник чемпіонатів світу 2019, 2020 років. 

## Результати за кар'єру
Усі результати наведено за даними Міжнародного союзу біатлоністів.

### Чемпіонати світу
| Рік                       | Інд. гонка | Спринт | Гонка пер. | Мас-старт | Естафета | Змішана ес. | Од. змішана ес. |
| 2019 Естерсунд            | —          | 12     | 2          | 15        | —        | —           | —               |
| 2020 Антгольц-Антерсельва | 47         | —      | —          | —         |          | —           |                 |

### Кубки світу
| Сезон     | Заг. залік | Спринт | Гонка пер. | Інд. гонка | Мас-старт |
| 2016-2017 | 95         | 80     | -          | -          | -         |
| 2017-2018 | 60         | 56     | 62         | —          | —         |
| 2018-2019 | 33         | 28     | 44         | 43         | 26        |
| 2019-2020 | 38         | 52     | 44         | 24         | 37        |